# Belgisch-Spaanse betrekkingen
Onder de Belgisch-Spaanse betrekkingen worden de internationale betrekkingen tussen België en Spanje verstaan.  Beide landen zijn leden van de OVSE en NAVO. Ook zijn beide landen lidstaten van de Europese Unie. Beide landen maken verder deel uit van de Schengenzone en hebben de euro als munteenheid.
De diplomatieke betrekkingen tussen België en Spanje kwamen in 2017 onder druk te staan naar aanleiding van enerzijds de Catalaanse kwestie, en meer bepaald vanwege de Belgische reactie op politiegeweld tijdens het referendum van 1 oktober 2017, en anderzijds de vrijwillige ballingschap van de Catalaanse leider Carles Puigdemont in Brussel.

## Landenvergelijking
|                 | België                     | Spanje                    |
| --------------- | -------------------------- | ------------------------- |
| Bevolking       | 11.720.716 (2020)          | 50.015.792 (2020)         |
| Oppervlakte     | 30.528 km²                 | 505.992 km²               |
| Dichtheid       | 383,9/km² (2020)           | 98,8/km² (2020)           |
| Hoofdstad       | Brussel                    | Madrid                    |
| Regeringsvorm   | Constitutionele monarchie  | Constitutionele monarchie |
| Officiële talen | Nederlands, Frans en Duits | Spaans                    |

## Diplomatie
| Van het Koninkrijk België - Madrid (ambassade) - Alicante (consulaat) - Barcelona (consulaat) - Santa Cruz de Tenerife (consulaat) |  | Van het Koninkrijk Spanje - Brussel |